# Harroun Motors Corporation

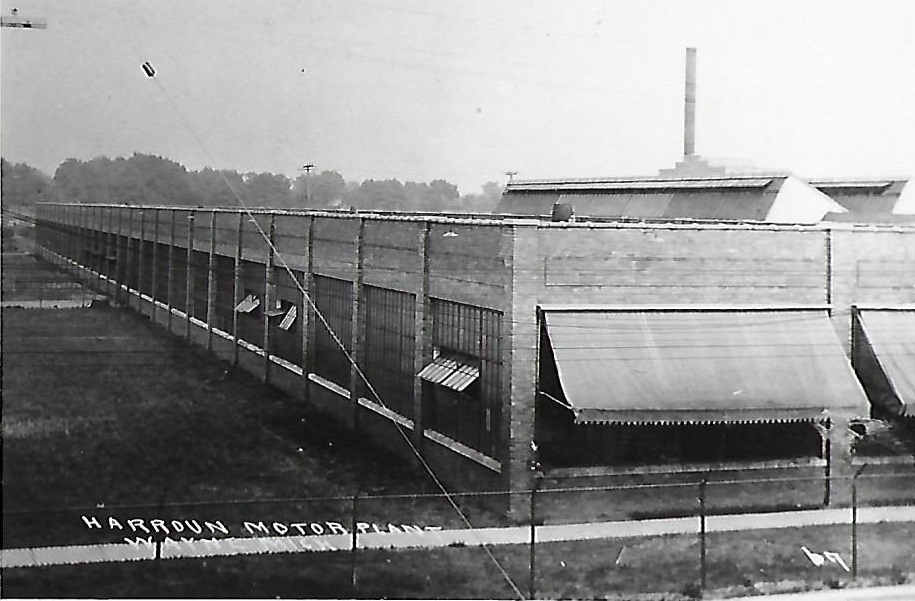
Das Werk der Harroun Motors Corporation

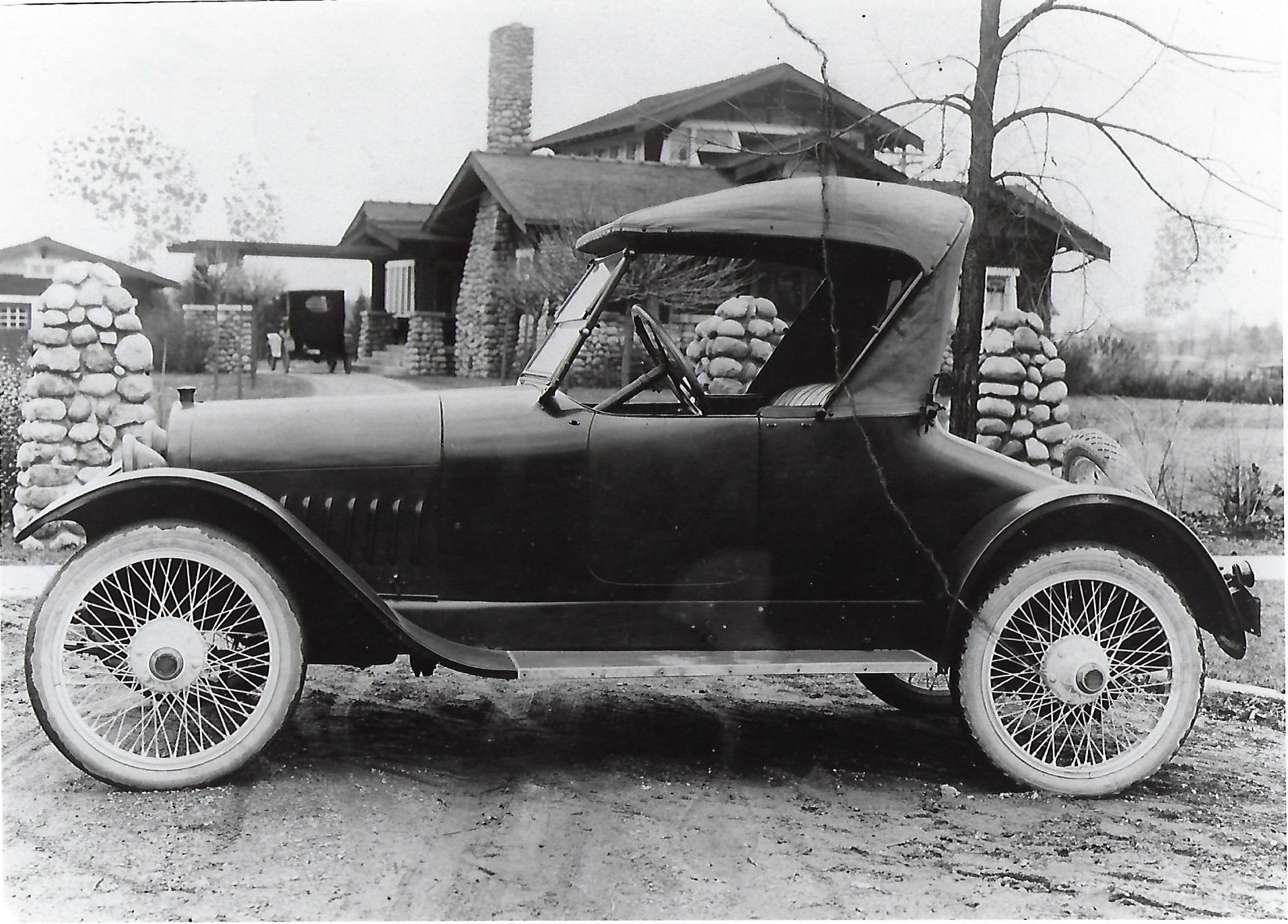
Roadster von Harroun

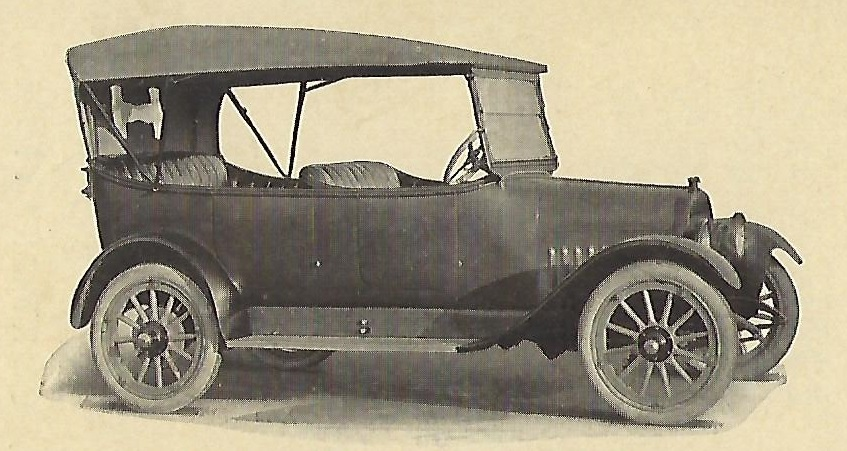
Tourenwagen von Harroun

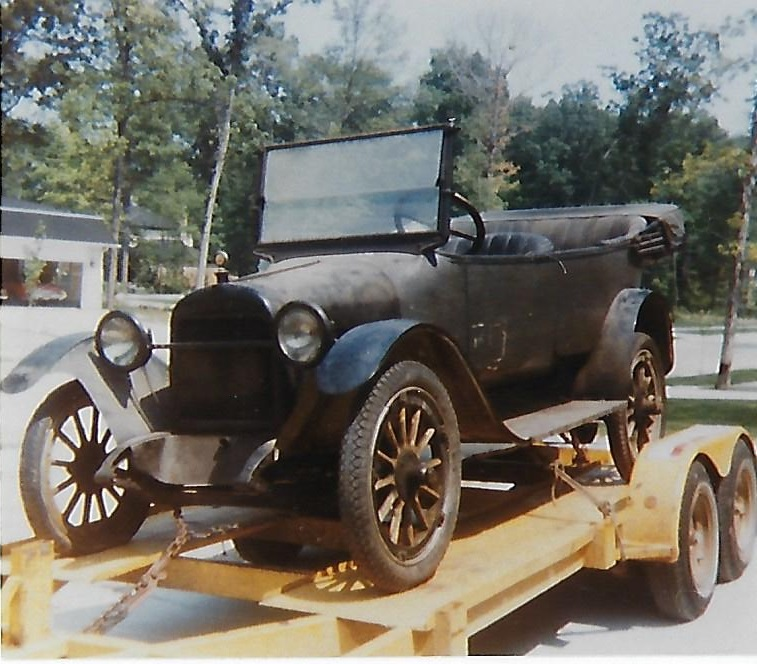
Dieser Tourenwagen existiert noch

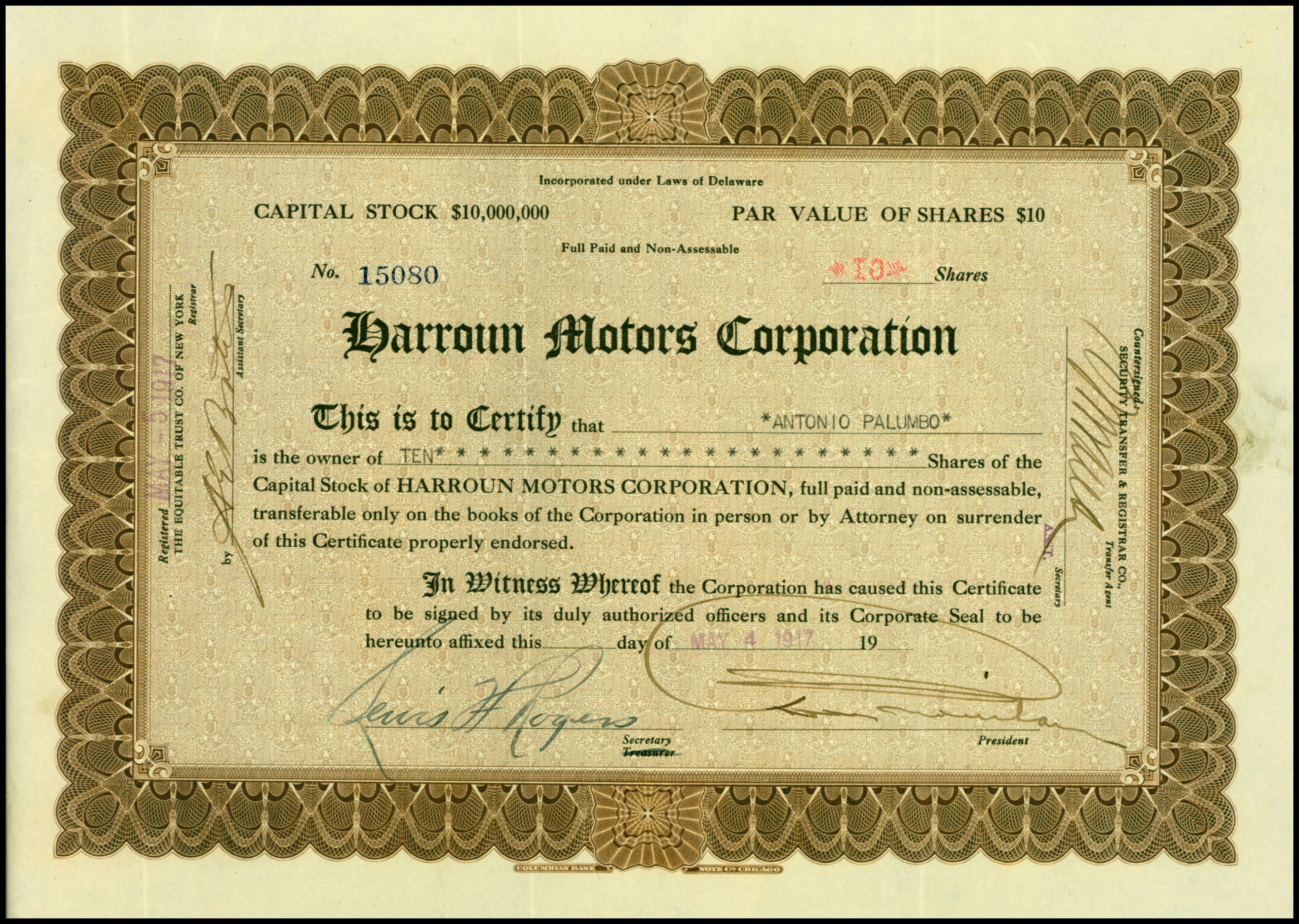
Aktie des Unternehmens

Harroun Motors Corporation war ein US-amerikanischer Hersteller von Automobilen.

## Unternehmensgeschichte
Der ehemalige Rennfahrer und erste Indy-500-Sieger Ray Harroun entwarf 1917 ein Fahrzeug. Am 14. September 1917 gründete er das Unternehmen in Wayne in Michigan. John Guy Moniham wurde Präsident. Sie begannen im früheren Werk der Prouty & Glass Carriage Company mit der Produktion von Automobilen. Der Markenname lautete Harroun. Außerdem begann die Arbeit an einem eigenen Werk, das eine Jahreskapazität von 24.000 Fahrzeugen haben sollte. Bis April 1918 entstanden etwa 500 Fahrzeuge.
Dann kam ein großer Auftrag der Regierung zur Produktion von Munition. Das Unternehmen investierte stark in Produktionsanlagen. Nach Ende des Ersten Weltkriegs zahlte der Staat erst spät, was zu Problemen führte. Im Juni 1922 folgte die Insolvenz.
Laut einer Quelle entstanden etwa 1000 Fahrzeuge, wobei die Produktion zwischen April 1918 und 1921 geruht haben soll. Eine andere Quelle nennt jährliche Produktionszahlen für jedes Jahr von 1917 bis 1922, die in der Summe 1135 Fahrzeuge ergeben.

## Fahrzeuge
Harroun hatte einen Vierzylindermotor mit OHV-Ventilsteuerung entwickelt. Er war mit 16,9 PS eingestuft, leistete aber 43 PS. Er trieb über ein Dreiganggetriebe die Hinterachse an.
Das erste Modell Model A-1 gab es von 1917 bis 1918. Das Fahrgestell hatte 272 cm Radstand. Zur Wahl standen drei- und fünfsitzige Roadster und eine fünfsitzige Limousine.
Zwischen 1919 und 1921 folgte das Model 18 mit den gleichen Daten. Aufbauten waren nun ein fünfsitziger Tourenwagen und ein dreisitziger Military-Roadster.
1922 folgte das überarbeitete Model AA-2. Die Motorleistung war auf 41 PS reduziert worden. Der Radstand betrug nur noch 269 cm. Die Fahrzeuge waren als Tourenwagen mit fünf Sitzen karosseriert.
Ein erhalten gebliebenes Fahrzeug von 1918 wurde 2019 für 33.000 US-Dollar versteigert.

## Modellübersicht
| Jahr      | Modell     | Zylinder | Leistung (PS) | Radstand (cm) | Aufbau                                             |
| --------- | ---------- | -------- | ------------- | ------------- | -------------------------------------------------- |
| 1917–1918 | Model A-1  | 4        | 43            | 272           | Roadster 3-sitzig und 5-sitzig, Limousine 5-sitzig |
| 1919–1921 | Model 18   | 4        | 43            | 272           | Tourenwagen 5-sitzig, Military Roadster 3-sitzig   |
| 1922      | Model AA-2 | 4        | 41            | 269           | Tourenwagen 5-sitzig                               |

## Produktionszahlen
| Jahr  | Produktionszahl |
| ----- | --------------- |
| 1917  | 237             |
| 1918  | 326             |
| 1919  | 187             |
| 1920  | 227             |
| 1921  | 121             |
| 1922  | 37              |
| Summe | 1135            |

Quelle: